# Espieilh
 Espieilh   es una población y comuna francesa, situada en la región de Mediodía-Pirineos, departamento de Altos Pirineos, en el distrito de Bagnères-de-Bigorre y cantón de Mauléon-Barousse.

## Demografía
| 70 | 69 | 51 | 51 | 44 | 45 | 36 | 33 | 27 | 25 |
| Para los censos de 1962 a 1999 la población legal corresponde a la población sin duplicidades (Fuente: INSEE [Consultar]) |    |    |    |    |    |    |    |    |    |